# 1990 100 legnagyobb slágere
Ez a lista a Billboard magazin  első Hot 100  zenéjét tartalmazza 1990-ből.
| Helyezés | Szám                                         | Előadó                               |
| -------- | -------------------------------------------- | ------------------------------------ |
| 1        | Hold On                                      | Wilson Phillips                      |
| 2        | It Must Have Been Love                       | Roxette                              |
| 3        | Nothing Compares 2 U                         | Sinéad O’Connor                      |
| 4        | Poison                                       | Bell Biv Devoe                       |
| 5        | Vogue                                        | Madonna                              |
| 6        | Vision of Love                               | Mariah Carey                         |
| 7        | Another Day in Paradise                      | Phil Collins                         |
| 8        | Hold On                                      | En Vogue                             |
| 9        | Cradle of Love                               | Billy Idol                           |
| 10       | Blaze of Glory                               | Jon Bon Jovi                         |
| 11       | Do Me!                                       | Bell Biv Devoe                       |
| 12       | How Am I Supposed to Live Without You        | Michael Bolton                       |
| 13       | Pump Up the Jam                              | Technotronic                         |
| 14       | Opposites Attract                            | Paula Abdul                          |
| 15       | Escapade                                     | Janet Jackson                        |
| 16       | All I Wanna Do Is Make Love to You           | Heart                                |
| 17       | Close to You                                 | Maxi Priest                          |
| 18       | Black Velvet                                 | Alannah Myles                        |
| 19       | Release Me                                   | Wilson Phillips                      |
| 20       | Don't Know Much                              | Linda Ronstadt és Aaron Neville      |
| 21       | All Around the World                         | Lisa Stansfield                      |
| 22       | I Wanna Be Rich                              | Calloway                             |
| 23       | Rub You the Right Way                        | Johnny Gill                          |
| 24       | She Ain't Worth It                           | Glenn Medeiros featuring Bobby Brown |
| 25       | If Wishes Came True                          | Sweet Sensation                      |
| 26       | The Power                                    | Snap                                 |
| 27       | (Can't Live Without Your) Love and Affection | Nelson                               |
| 28       | Love Will Lead You Back                      | Taylor Dayne                         |
| 29       | Don't Wanna Fall in Love                     | Jane Child                           |
| 30       | Two to Make It Right                         | Seduction                            |
| 31       | Sending All My Love                          | Linear                               |
| 32       | Unskinny Bop                                 | Poison                               |
| 33       | Step by Step                                 | New Kids on the Block                |
| 34       | Dangerous                                    | Roxette                              |
| 35       | We Didn't Start the Fire                     | Billy Joel                           |
| 36       | I Don't Have the Heart                       | James Ingram                         |
| 37       | Downtown Train                               | Rod Stewart                          |
| 38       | Rhythm Nation                                | Janet Jackson                        |
| 39       | I'll Be Your Everything                      | Tommy Page                           |
| 40       | Roam                                         | B-52's                               |
| 41       | Everything                                   | Jody Watley                          |
| 42       | Back to Life                                 | Soul II Soul                         |
| 43       | Here and Now                                 | Luther Vandross                      |
| 44       | Alright                                      | Janet Jackson                        |
| 45       | Ice Ice Baby                                 | Vanilla Ice                          |
| 46       | Blame It on the Rain                         | Milli Vanilli                        |
| 47       | Have You Seen Her                            | MC Hammer                            |
| 48       | With Every Beat of My Heart                  | Taylor Dayne                         |
| 49       | Come Back to Me                              | Janet Jackson                        |
| 50       | No More Lies                                 | Michel'le                            |
| 51       | Praying for Time                             | George Michael                       |
| 52       | How Can We Be Lovers                         | Michael Bolton                       |
| 53       | Do You Remember                              | Phil Collins                         |
| 54       | Ready or Not                                 | After 7                              |
| 55       | U Can't Touch This                           | MC Hammer                            |
| 56       | I Wish It Would Rain Down                    | Phil Collins                         |
| 57       | Just Between You and Me                      | Lou Gramm                            |
| 58       | Something Happened on the Way to Heaven      | Phil Collins                         |
| 59       | Black Cat                                    | Janet Jackson                        |
| 60       | Can't Stop                                   | After 7                              |
| 61       | Janie's Got a Gun                            | Aerosmith                            |
| 62       | The Humpty Dance                             | Digital Underground                  |
| 63       | I'll Be Your Shelter                         | Taylor Dayne                         |
| 64       | Free Fallin'                                 | Tom Petty                            |
| 65       | Giving You the Benefit                       | Pebbles                              |
| 66       | Enjoy the Silence                            | Depeche Mode                         |
| 67       | Love Song                                    | Tesla                                |
| 68       | Prince of Love                               | Bad English                          |
| 69       | Girls Night Out                              | Tyler Collins                        |
| 70       | King of Wishful Thinking                     | Go West                              |
| 71       | What Kind of Man Would I Be?                 | Chicago                              |
| 72       | I Remember You                               | Skid Row                             |
| 73       | Get Up! (Before the Night Is Over)           | Technotronic                         |
| 74       | Here We Are                                  | Gloria Estefan                       |
| 75       | Epic                                         | Faith No More                        |
| 76       | Love Takes Time                              | Mariah Carey                         |
| 77       | Just Like Jesse James                        | Cher                                 |
| 78       | Love Shack                                   | The B-52’s                           |
| 79       | All or Nothing                               | Milli Vanilli                        |
| 80       | Romeo                                        | Dino                                 |
| 81       | Everybody Everybody                          | Black Box                            |
| 82       | I Go to Extremes                             | Billy Joel                           |
| 83       | Whip Appeal                                  | Babyface                             |
| 84       | Oh Girl                                      | Paul Young                           |
| 85       | C'mon and Get My Love                        | D-Mob and Cathy Dennis               |
| 86       | (It's Just) The Way That You Love Me         | Paula Abdul                          |
| 87       | We Can't Go Wrong                            | The Cover Girls                      |
| 88       | When I'm Back on My Feet Again               | Michael Bolton                       |
| 89       | Make You Sweat                               | Keith Sweat                          |
| 90       | This One's for the Children                  | New Kids on the Block                |
| 91       | What It Takes                                | Aerosmith                            |
| 92       | Forever                                      | Kiss                                 |
| 93       | Jerk Out                                     | The Time                             |
| 94       | Just a Friend                                | Biz Markie                           |
| 95       | Whole Wide World                             | A'me Lorain                          |
| 96       | Without You                                  | Motley Crue                          |
| 97       | Swing the Mood                               | Jive Bunny and the Mastermixers      |
| 98       | Thieves in the Temple                        | Prince                               |
| 99       | Mentirosa                                    | Mellow Man Ace                       |
| 100      | Tic-Tac-Toe                                  | Kyper                                |